# Syrische Fußballnationalmannschaft (U-20-Männer)
Die syrische U-20-Fußballnationalmannschaft ist eine Auswahlmannschaft syrischer Fußballspieler. Sie unterliegt dem Syrischen Arabischen Fußballverband und repräsentiert ihn international auf U-20-Ebene, etwa in Freundschaftsspielen gegen die Auswahlmannschaften anderer nationaler Verbände oder bei U-20-Weltmeisterschaften und U-19-Asienmeisterschaften.
Bei der WM 1991 erreichte die Mannschaft das Viertelfinale, 1995 schied sie, wie schon 1989 bereits in der Vorrunde aus. 2005 erreichte sie das Achtelfinale.
Die Asienmeisterschaft gewann sie 1994, bereits 1988 hatte sie den zweiten Platz erreicht, 1990 den dritten Platz.

## Teilnahme an U-20-Weltmeisterschaften
| 1977 | nicht teilgenommen |
| 1979 | nicht teilgenommen |
| 1981 | nicht teilgenommen |
| 1983 | nicht teilgenommen |
| 1985 | nicht teilgenommen |
| 1987 | nicht teilgenommen |
| 1989 | Vorrunde           |
| 1991 | Viertelfinale      |
| 1993 | nicht qualifiziert |
| 1995 | Vorrunde           |
| 1997 | nicht qualifiziert |
| 1999 | nicht qualifiziert |
| 2001 | nicht qualifiziert |
| 2003 | nicht qualifiziert |
| 2005 | Achtelfinale       |
| 2007 | nicht qualifiziert |
| 2009 | nicht qualifiziert |
| 2011 | nicht qualifiziert |
| 2013 | nicht qualifiziert |
| 2015 | nicht qualifiziert |
| 2017 | nicht qualifiziert |
| 2019 | nicht qualifiziert |
| 2021 | nicht qualifiziert |

## Teilnahme an U-19-Asienmeisterschaften
(bis 2006 Junioren-Asienmeisterschaft)
| 1959 | nicht teilgenommen |
| 1960 | nicht teilgenommen |
| 1961 | nicht teilgenommen |
| 1962 | nicht teilgenommen |
| 1963 | nicht teilgenommen |
| 1964 | nicht teilgenommen |
| 1965 | nicht teilgenommen |
| 1966 | nicht teilgenommen |
| 1967 | nicht teilgenommen |
| 1968 | nicht teilgenommen |
| 1969 | nicht teilgenommen |
| 1970 | nicht teilgenommen |
| 1971 | nicht teilgenommen |
| 1972 | nicht teilgenommen |
| 1973 | nicht teilgenommen |
| 1974 | nicht teilgenommen |
| 1975 | nicht teilgenommen |
| 1976 | nicht teilgenommen |
| 1977 | nicht teilgenommen |
| 1978 | nicht teilgenommen |
| 1980 | nicht teilgenommen |
| 1982 | nicht teilgenommen |
| 1985 | nicht teilgenommen |
| 1986 | nicht teilgenommen |
| 1988 | 2. Platz           |
| 1990 | 3. Platz           |
| 1992 | nicht qualifiziert |
| 1994 | Sieger             |
| 1996 | Vorrunde           |
| 1998 | nicht qualifiziert |
| 2000 | nicht qualifiziert |
| 2002 | Viertelfinale      |
| 2004 | 4. Platz           |
| 2006 | nicht qualifiziert |
| 2008 | Vorrunde           |
| 2010 | Vorrunde           |
| 2012 | Viertelfinale      |
| 2014 | zurückgezogen      |
| 2016 | nicht qualifiziert |
| 2018 | nicht qualifiziert |
| 2021 | nicht qualifiziert |

## Ehemalige Spieler
- Abdelrazaq al-Hussain (2003–2005, A-Nationalspieler)
- Aatef Jenyat (2003–2005, A-Nationalspieler)
- Ibrahim Alma (2009–2010, A-Nationalspieler)
- Omar al-Somah (2007–2008, A-Nationalspieler)
- Firas al-Khatib (2001–2003, A-Nationalspieler)
- Ahmad al-Saleh (2007–2008, A-Nationalspieler)
- Omar Midani (2011–2012, A-Nationalspieler)
- Moayad Ajan (2011–2012, A-Nationalspieler)